# Cathédrale Sainte-Geneviève-et-Saint-Maurice de Nanterre
Pour les articles homonymes, voir Église Sainte-Geneviève.
La cathédrale Sainte-Geneviève et Saint-Maurice de Nanterre est l'ancienne église paroissiale de la ville de Nanterre (actuel département des Hauts-de-Seine) érigée en cathédrale à la suite de la création du diocèse de Nanterre le 9 octobre 1966.
L'église avait été entièrement reconstruite dans l'entre-deux guerres à l'initiative du chanoine Jules Froidevaux qui voulait doter le lieu de naissance de sainte Geneviève d'une basilique de pèlerinage digne de la sainte. Un programme iconographique ambitieux fut élaboré et conduit à la réalisation d'un ensemble unique de fresques des années 1930.
À l'inventaire des monuments historiques, le clocher du XIVe siècle, seul élément subsistant de l'ancienne église, est classé  monument historique depuis le 5 mai 1975 et l'ensemble du bâtiment est inscrit monument historique depuis le 23 septembre 2010,.
La cathédrale est dédiée à :
- sainte Geneviève, née à Nanterre : patronne du diocèse de Nanterre et de la ville de Paris.
- saint Maurice d'Agaune, soldat romain converti au christianisme et ses compagnons martyrs.

## Histoire
La cathédrale sainte-Geneviève de Nanterre a été principalement construite entre 1924 et 1937 mais ses origines sont bien plus anciennes puisqu’une paroisse existait en ces lieux dès le IIIe siècle.

### Antiquité

#### Une église dédiée à saint Maurice
L’église, probablement déjà dédiée à saint Maurice d’Agaune, est à cette époque le seul lieu de culte de la presqu’île de Gennevilliers (communes actuelles de Nanterre, Rueil-Malmaison, Suresnes, Puteaux, Asnières-sur-Seine, Gennevilliers, Courbevoie, Colombes, Bois-Colombes, La Garenne-Colombes et Villeneuve-la-Garenne : ce n'est que vers le Xe siècle que ces paroisses seront progressivement détachées de Nanterre). Sa titulature remonte indirectement à l'an 426.

#### Geneviève
En 429, lorsque les évêques Germain d'Auxerre et Loup de Troyes passent par Nanterre au cours de leur mission d'évangélisation, ils rencontrent une jeune fille âgée de sept ans, qui devint sainte Geneviève. La jeune femme se consacre à la religion et acquiert une grande importance spirituelle et politique. Après sa mort, des pèlerinages vers Nanterre se développent rapidement : au VIe siècle, d'après Grégoire de Tours, le baptême du futur Clotaire II atteste du rayonnement spirituel du bourg.

### Moyen Âge

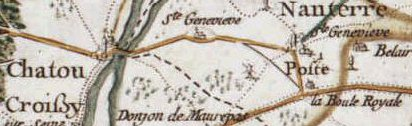
Carte de Cassini en 1756. La chapelle Sainte-Geneviève y figure.

Peu de documents nous permettent de connaître l’histoire de l’église paroissiale au Moyen Âge. Au XVIIIe siècle, il y a encore deux églises dans la paroisse:
- L’église Saint-Maurice, laquelle donne son nom à la paroisse. Elle a une tour placée au côté du chœur et pourrait dater de 1300 environ[6]. Elle est abîmée lors de l’incendie de Nanterre en 1346 par les troupes anglaises d'Édouard III, au cours de la guerre de Cent Ans[7], destructions qui reprendront en 1411 avec les Armagnacs. Le XVe siècle apporte aussi son lot de misères et ce n’est qu’en 1494 qu’un nouvel édifice est achevé, sous l'initiative de son curé Jean Gaillard[8]. Elle reçoit une nouvelle façade de style jésuite en 1699. Alors que le bourg connaît une nouvelle prospérité, le pèlerinage est relancé à cette même période.
- la chapelle Sainte-Geneviève est construite vers le XIe siècle et n'est plus modifiée à partir du XIIe siècle[9]. La tradition dit qu'elle a été bâtie sur la maison de Severe et Geronce, les parents de la sainte, et autour du puits miraculeux, dont l'eau aurait guéri la mère de Geneviève de sa cécité[10].

### Époque moderne
Outre cela, les Chanoines réguliers de la Congrégation de Sainte-Geneviève y ont un couvent.
Toujours au XVIIe siècle, l'abbé Pierre Beurrier, curé de Nanterre, projette la construction d'une nouvelle église destinée aux pèlerins, mais le projet ne se concrétise pas.

### Époque contemporaine

#### XIXesiècle, renaissance du pèlerinage
Après la Révolution française au cours de laquelle l'église devint un temps, Temple de la Raison, le bâtiment est rendu au culte catholique et redevient église Saint-Maurice. De nombreux pèlerins sont guéris par l'eau du puits miraculeux, et des ex-voto ornent les murs de la chapelle. Cette chapelle de pèlerinage est reconstruite près du puits en 1880 et dès les années 1900, on pense à rebâtir également l’église paroissiale devenue trop vétuste et exiguë.

#### La reconstruction de l'église durant l'entre-deux-guerres
En 1924, le curé de Nanterre, Jules Froidevaux, lance finalement un projet visant à doter le lieu de naissance de sainte Geneviève d’une « grande église de pèlerinage » à son nom. Il obtient du pape l’autorisation de renommer l’église Saint-Maurice qui devient église Sainte-Geneviève. Les architectes Georges Pradelle puis Yves-Marie Froidevaux planifient trois tranches de travaux : le transept est construit de 1924 à 1928 puis ce sont le chœur et la crypte entre 1934 et 1937.
La mort du chanoine Froidevaux en 1943 et les difficultés de l’après-guerre empêchent de construire la nouvelle nef prévue, l'ancienne est donc provisoirement conservée avec sa façade jésuite.

#### L'église paroissiale devient cathédrale en 1966
À la suite de la création du diocèse de Nanterre, qui correspond au nouveau département des Hauts-de-Seine, l’église Sainte-Geneviève devient cathédrale en 1966.
La façade et l’ancienne nef, à l’emplacement du parvis actuel, sont finalement démolies en 1972 en raison de leur mauvais état. Les travaux donnent lieu à des fouilles archéologiques mettant au jour des sarcophages mérovingiens, de forme trapézoïdale, la tête du défunt tournée vers Jérusalem. Une nouvelle façade est réalisée avec une porte monumentale de Pierre Sabatier en 1974.
En 2012-2013, une restauration intégrale est entreprise conjointement par la ville et le diocèse pour redonner à l’édifice tout son éclat.

## Le pèlerinage
Le pèlerinage de Sainte Geneviève s'est développé dès le VIe siècle.
Les pèlerins les plus illustres furent saint Louis et sa mère Blanche de Castille, Louis XIII et Anne d'Autriche,.
Le pèlerinage se déroule au mois de janvier.

## Caractéristiques de l'église actuelle
L'église actuelle a été construite sur des plans de Georges Pradelle en pierre de Nanterre et de Château-Landon, dans le style romano-byzantin en vogue à l’époque. Le transept est construit de 1924 à 1928, puis le chœur et la crypte de 1934 à 1937. La nef n'a pas été construite, la mort du chanoine Froidevaux et la Deuxième Guerre mondiale ayant empêché la réalisation de la troisième tranche de travaux initialement prévue.
Les murs et voûtes sont décorés de fresques réalisées sous la direction de Paul Baudoüin qui y travaille avec ses élèves. Les dimensions des fresques (plus de 1 000 m2 de surface totale), leur cohérence iconographique et stylistique ainsi que leur maîtrise technique en font un ensemble unique qui a motivé le classement du bâtiment. Les vitraux du déambulatoire sont réalisés par Louis Barillet. La façade en métal et en verre est réalisée par Pierre Sabatier en 1974 avec une porte monumentale en laiton embouti, étain et plomb sur le thème du buisson ardent.

### Les fresques

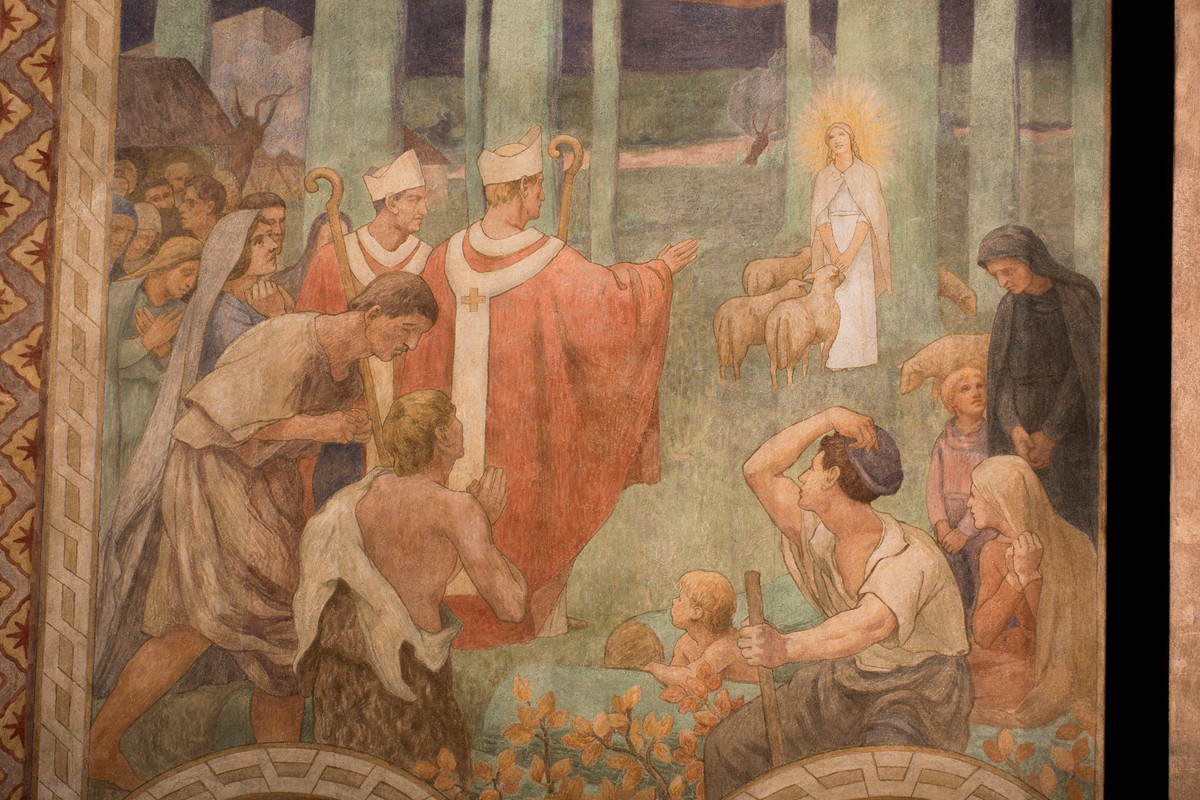
Saint Germain et saint Loup bénissant sainte Geneviève, fresque de Paul Baudoüin.

Il s’agit de « vraies » fresques puisque les peintures ont été exécutées directement sur l'enduit des murs alors qu'il était encore frais. Elles ont été réalisées entre 1926 et 1937 sous la direction du Maître Paul Baudoüin avec une iconographie riche et originale : la vie de sainte Geneviève, les paraboles de l’Évangile, les Béatitudes, le Sacré-Cœur de Jésus, le couronnement de la Vierge.

#### Fresques du chœur
Au-dessus de l’autel, une figure monumentale du Sacré-Cœur de Jésus occupe le centre de la fresque. C’est un Christ en majesté assis sur un trône avec à sa droite, sainte Geneviève et à sa gauche, sainte Jeanne d’Arc, l’une et l’autre patronnes de la France. Cette fresque de Léon Toublanc s’étend sur plus de 150 m2 à plus de douze mètres de hauteur.

#### Fresques de la nef
Dans la nef, sur le dôme culminant à vingt mètres, figure une grande croix rayonnante entourée de neuf anges. En dessous se trouve une banderole circulaire supportée par quatre anges peints par Pierre Poulain qui symbolisent les quatre vertus cardinales : justice, prudence, tempérance et force.
Dans les voûtes, le thème est celui des huit béatitudes proclamées par Jésus, chacune symbolisée par un saint :
- Heureux les pauvres de cœur : saint François d’Assise (fresque de Pierre Pechmeja).
- Heureux les doux : saint François de Sales (Pierre Pechmeja).
- Heureux ceux qui pleurent : sainte Monique, mère de saint Augustin, représenté à ses pieds (Maurice Jaladert).
- Heureux ceux qui ont faim et soif de la justice : saint Louis, roi de France (Maurice Jaladert).
- Heureux les miséricordieux : saint Vincent de Paul (Georges Lusseau).
- Heureux les cœurs purs : sainte Thérèse de l’Enfant Jésus (Georges Lusseau).
- Heureux ceux qui font œuvre de paix : saint Jean-Marie Vianney, le « curé d’Ars » (Paul Baudoüin).
- Heureux ceux qui sont persécutés pour la justice : sainte Jeanne d’Arc (Paul Baudoüin).

Trois coupoles représentent les Évangélistes avec les symboles qui leur sont traditionnellement associés : l’homme pour saint Matthieu (fresque de Raymond Feuillatte), le lion pour saint Marc et le bœuf pour saint Luc. L’aigle de saint Jean aurait dû se trouver dans une quatrième coupole, jamais réalisée du fait du maintien du clocher ancien.

#### Fresques du déambulatoire
Les fresques du déambulatoire offrent un choix iconographique rare puisqu’elles représentent quatorze paraboles de l’Évangile réparties en six panneaux de trois scènes chacun. Le texte des Évangiles est rappelé en français sous chaque scène. Différents élèves de Baudoüin réalisent ces fresques en suivant un cahier des charges précis de façon à assurer l'unité de l'ensemble.
- La maison bâtie sur le sable ; le mauvais serviteur ; les vierges sages et les vierges folles (fresque de Marthe Flandrin).
- Le filet rempli de poissons ; le semeur ; le pharisien et le publicain (Pierre Pechméja)
- L’Enfant prodigue (Joseph Radan).
- Le bon Samaritain (Louis Dussour).
- Le bon Pasteur ; l’ami importun ; le levain (Myrthée Baillon de Wailly).
- L’Ivraie ; le riche insensé ; le mauvais riche, par (Élisabeth Faure) en 1935.

Sous les vitraux, de petites fresques de Joseph Radan représentent les sept sacrements.

#### Fresques de sainte Geneviève

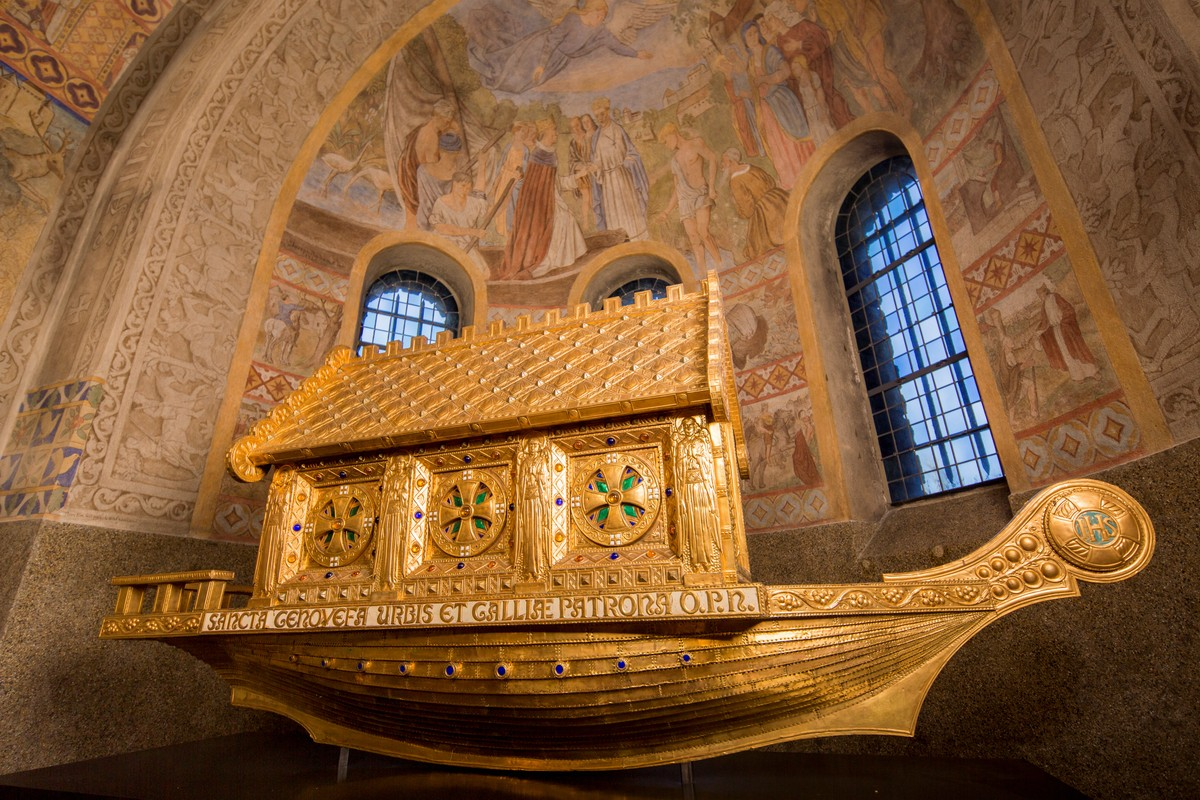
Reliquaire de sainte Geneviève.

Situées dans la partie gauche du transept, quatre fresques sont consacrées à sainte Geneviève.
Au centre d’une très grande fresque réalisée par Léon Toublanc, sainte Geneviève est représentée protégeant Paris et la France, symbolisés par des silhouettes d’églises et cathédrales. On reconnaît à gauche de la sainte l'église de Nanterre, représentée avec le projet de clocher jamais réalisé.
Sous les vitraux se trouve une fresque de Paul Lemasson de 80 m2. Elle représente la procession dite du miracle des ardents : au XIIe siècle, la procession de la châsse (coffret contenant des reliques de sainte Geneviève) aurait donné lieu à des guérisons miraculeuses.
À droite et à gauche de la chapelle, deux fresques remarquables de Paul Baudoüin : saint Germain et saint Loup bénissant Geneviève et la sainte guérissant sa mère auprès du puits.

#### Fresque de l'autel de la Vierge
Fresque d'une grande finesse réalisée par Paul Baudoüin et Louis Dussour, elle représente le couronnement de la Vierge par la Trinité. Cette fresque est bordée de motifs rappelant certains des titres honorifiques donnés à la Vierge dans le rosaire et les litanies récitées pour l’invoquer.

#### Fresques des chapelles nord
Chapelle Saint-Maurice (nord-est) : la fresque principale, une œuvre de Maurice Jaladert, représente saint Maurice et ses compagnons de la Légion Thébaine triomphant après leur martyre. Des mentions de batailles rappellent que cette chapelle est aussi dédiée au souvenir des soldats morts pendant la Première Guerre mondiale.
Chapelle Sainte-Geneviève (nord-ouest) : les fresques de Joseph Radan sont consacrées à saint Germain, évêque d’Auxerre (mur de droite), et saint Loup, évêque de Troyes (mur de gauche), dont le passage a déterminé la vocation de Geneviève.

## Galerie

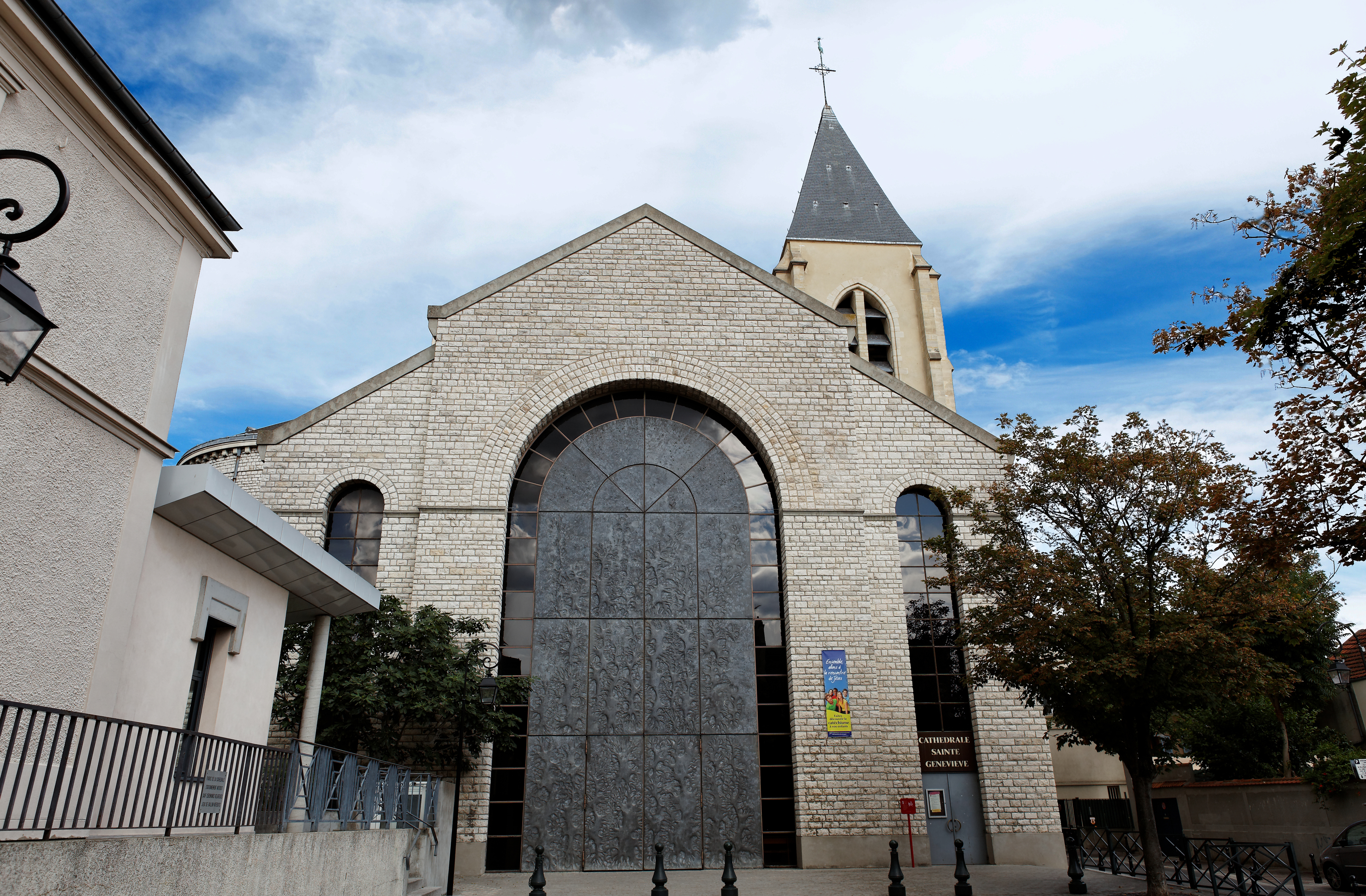
Le parvis et la façade, avec la porte monumentale de Pierre Sabatier.
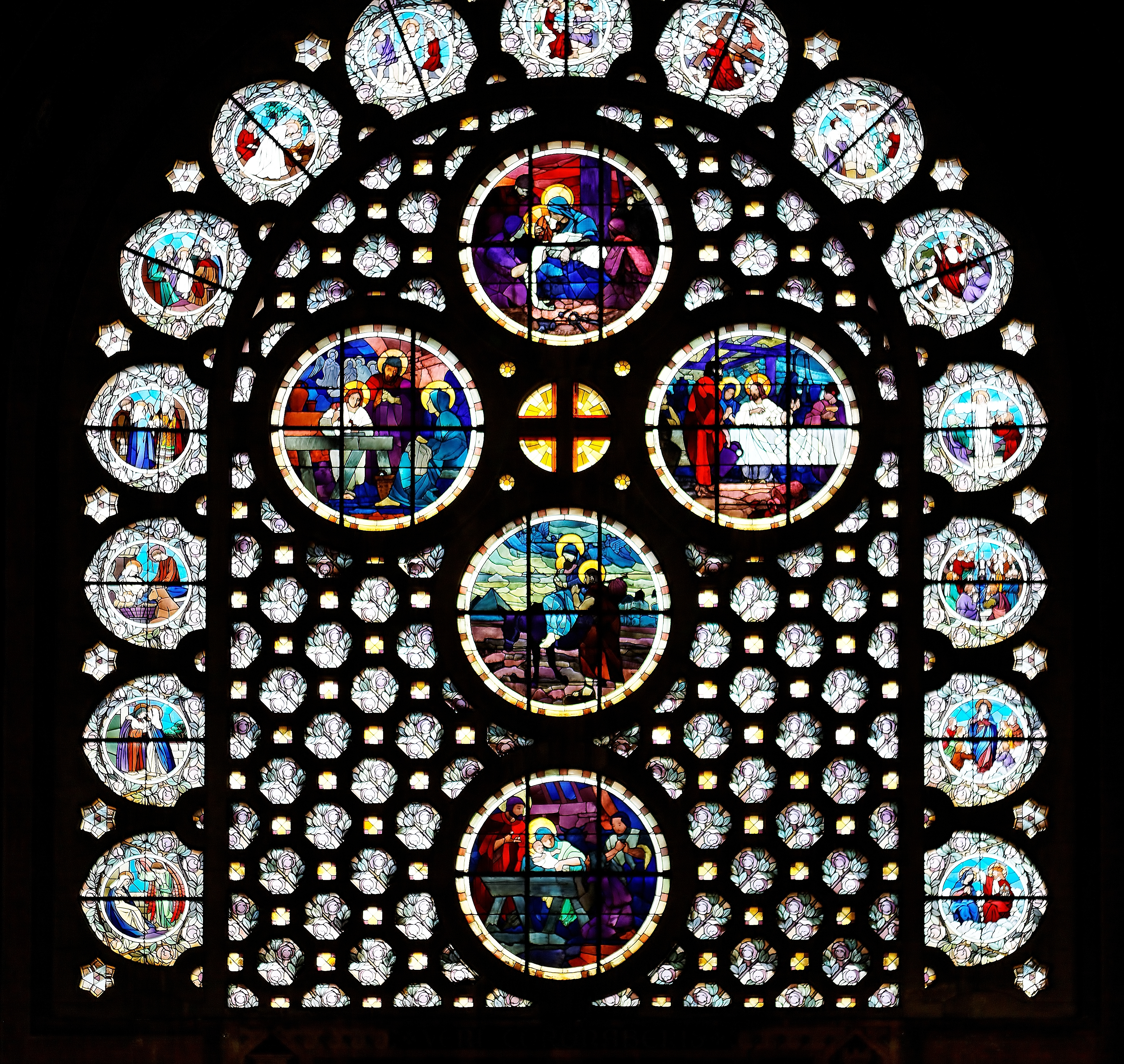
Vitrail du transept sud : la vie de la Vierge.
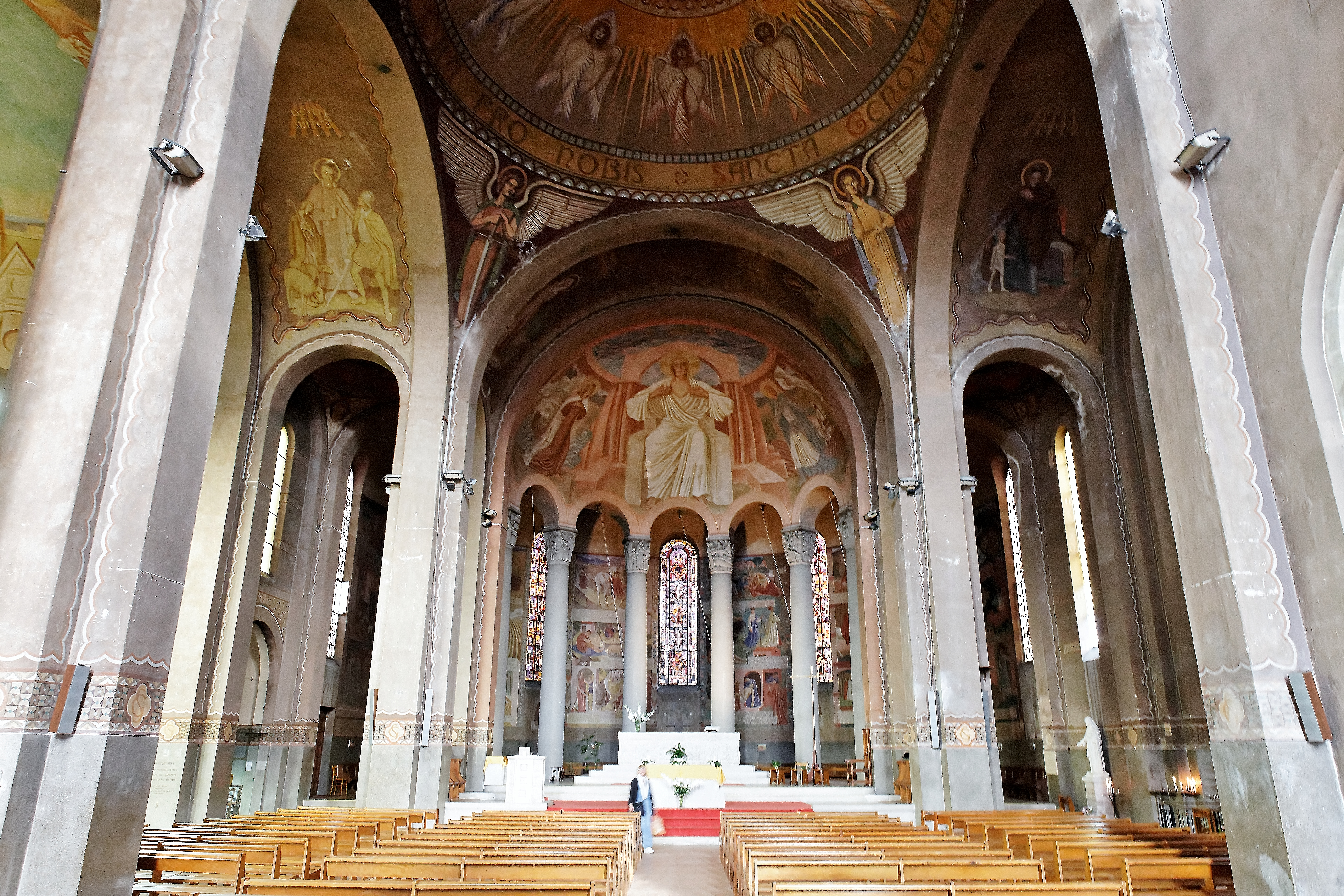
Intérieur, avec les fresques réalisées sous la direction de Paul Baudoüin.

### La statuaire

#### Chapiteaux
Six colonnes en béton armé bouchardé hautes de neuf mètres délimitent le chœur. Elles sont ornées de chapiteaux qui retracent la vie de sainte Geneviève dessinés par Madeleine Froidevaux-Flandrin dans un style néo-roman.
Deux petits chapiteaux floraux (fougères et marguerites, années 1920) séparent les chapelles de la partie nord du transept.

#### Statues de sainte Geneviève
Dans la chapelle nord-ouest, une statue en marbre blanc, réalisée en 1923 par Eugène Bénet, représente Geneviève grandeur nature à l’âge de douze ans tenant la médaille donnée par saint Germain.
À l'extérieur, on peut apercevoir depuis la rue de l'Église (sur le haut de la façade latérale) une statue représentant saint Germain bénissant sainte Geneviève, œuvre du sculpteur Réal del Sarte en 1925.

#### Statue de Notre-Dame-des-Champs
La statue de Notre-Dame-des-Champs, datant du XIVe siècle, a été donnée à la cathédrale par les carmélites lors de leur départ de Clamart, en souvenir de leurs 90 ans de présence dans le diocèse. Cette statue était présente dès la fondation du Carmel de l’Incarnation à Paris en 1604 puis à Clamart lors du retour du Carmel en France en 1920.

#### Éléments liés au culte
Au centre du chœur, le majestueux maître-autel est en pierre de travertin. Réalisé dans les années 1930, il a été déplacé lors des rénovations de 2013 malgré son poids (environ 2 tonnes, pour plus de 4 mètres de long). Le bas-relief sur le devant représente le pélican nourrissant ses petits avec sa propre chair, symbole de Jésus-Christ donnant sa vie.
La cathèdre, l'ambon et le baptistère sont des créations contemporaines (2013) dessinées par Jean-Marie Duthilleul et taillées dans la même pierre de travertin que l'autel.

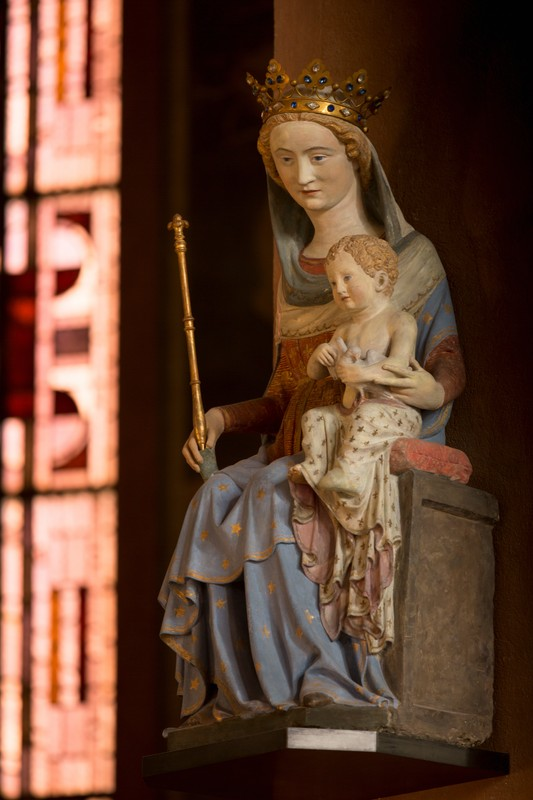
Statue de Notre-Dame des Champs (xive siècle).
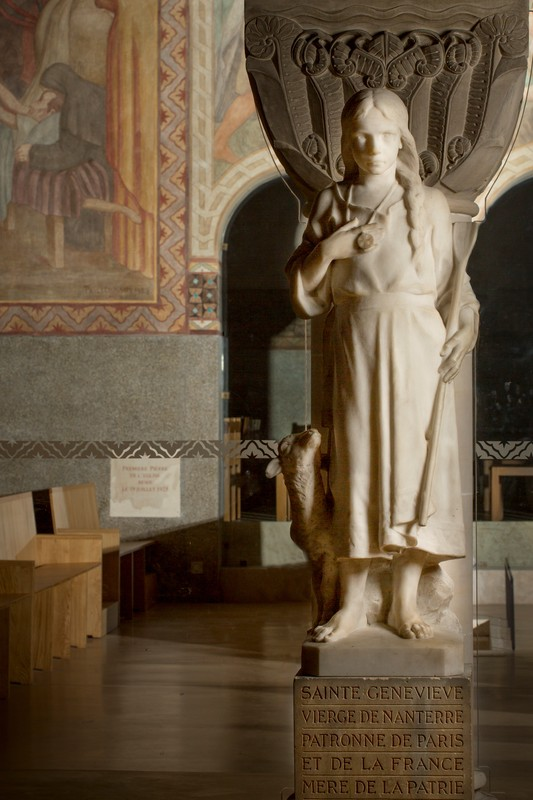
Sainte Geneviève enfant d'Eugène Bénet.
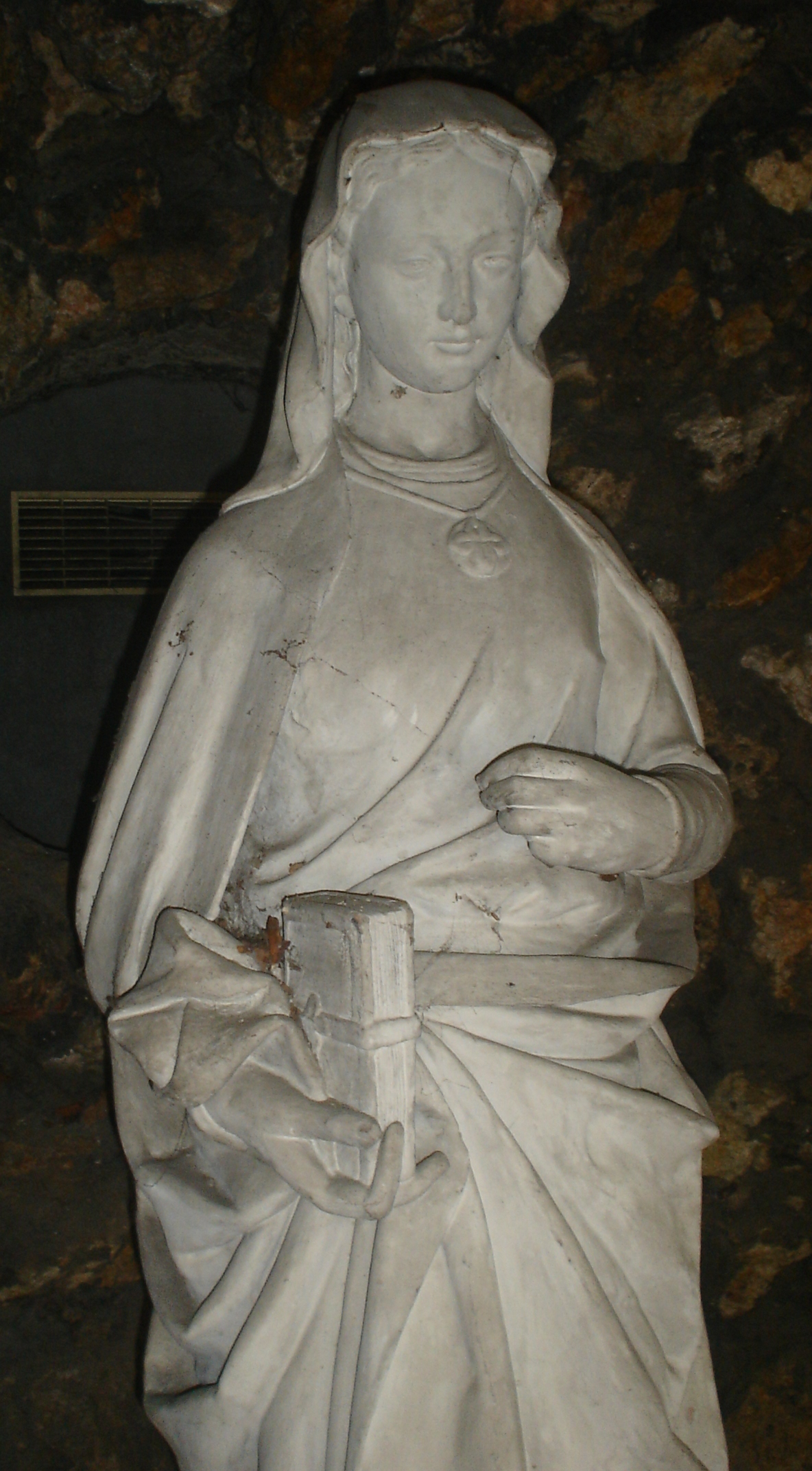
Sainte Geneviève.

### Les vitraux
Les sept vitraux du déambulatoire ont été réalisés par Louis Barillet pendant la deuxième tranche de travaux. Ils rappellent la Passion du Christ. Chaque vitrail illustre par trois symboles une étape de la Passion : de gauche à droite, l’Eucharistie, le Jardin des Oliviers, l’interrogatoire chez Caïphe, la comparution devant Ponce Pilate, la mort en croix au Calvaire, la mise au Tombeau et la Résurrection.
Le grand vitrail (9 × 11 mètres) coloré de la façade sud est une œuvre de l’abbé Paul Buffet. Il représente cinq scènes de la vie de la Vierge Marie avec son fils Jésus : la nativité du Christ, la fuite en Égypte, Jésus travaillant à Nazareth, les noces de Cana et la crucifixion du Christ. Elles sont entourées de quinze scènes de l’Évangile méditées dans le rosaire.
Les vitraux de la partie nord du transept ont été réalisés en 2013 par les ateliers Duchemin. Il s'agit de rectangles jouant sur des nuances de bruns rappelant les tonalités des fresques.

### L'orgue
L'orgue de 1974 (ateliers Benoît-Sarélot), autrefois situé dans la partie nord du transept, a été retiré car il occultait une partie des fresques. Il a été rénové en 2013 (Le Blé) et placé dans une tribune spécialement créée à cet effet.

### Les travaux de rénovation
Des travaux de rénovation et d'aménagement ont eu lieu en 2012-2013 dans le but de donner à la cathédrale un rayonnement à la hauteur de sa mission d'église-mère du diocèse de Nanterre et de lieu de naissance de sainte Geneviève.
Estimés à cinq millions d'euros, les travaux ont été dirigés par les architectes Jean-Marie Duthilleul et Benoît Ferré et financés pour deux millions par la ville de Nanterre et trois millions par le diocèse qui fait appel à la générosité des habitants des Hauts-de-Seine à travers une collecte de dons.

### Mosaïque
En 2017, une mosaïque monumentale réalisée par Marko Rupnik est inaugurée sur le parvis de la cathédrale. Elle représente sainte Geneviève confiant au Christ la tour Eiffel.

## Lieu de culte de la paroisse Sainte-Geneviève et Saint-Jean-Marie-Vianney
La cathédrale Sainte-Geneviève - Saint-Maurice est l'un des deux lieux de culte de la paroisse Sainte-Geneviève et Saint-Jean-Marie-Vianney, l'une des trois paroisses du doyenné du Mont-Valérien au sein du diocèse de Nanterre. Le second lieu de culte de cette paroisse est la chapelle Saint-Jean-Marie-Vianney située à Rueil-Malmaison.

## Pour approfondir